# Manama

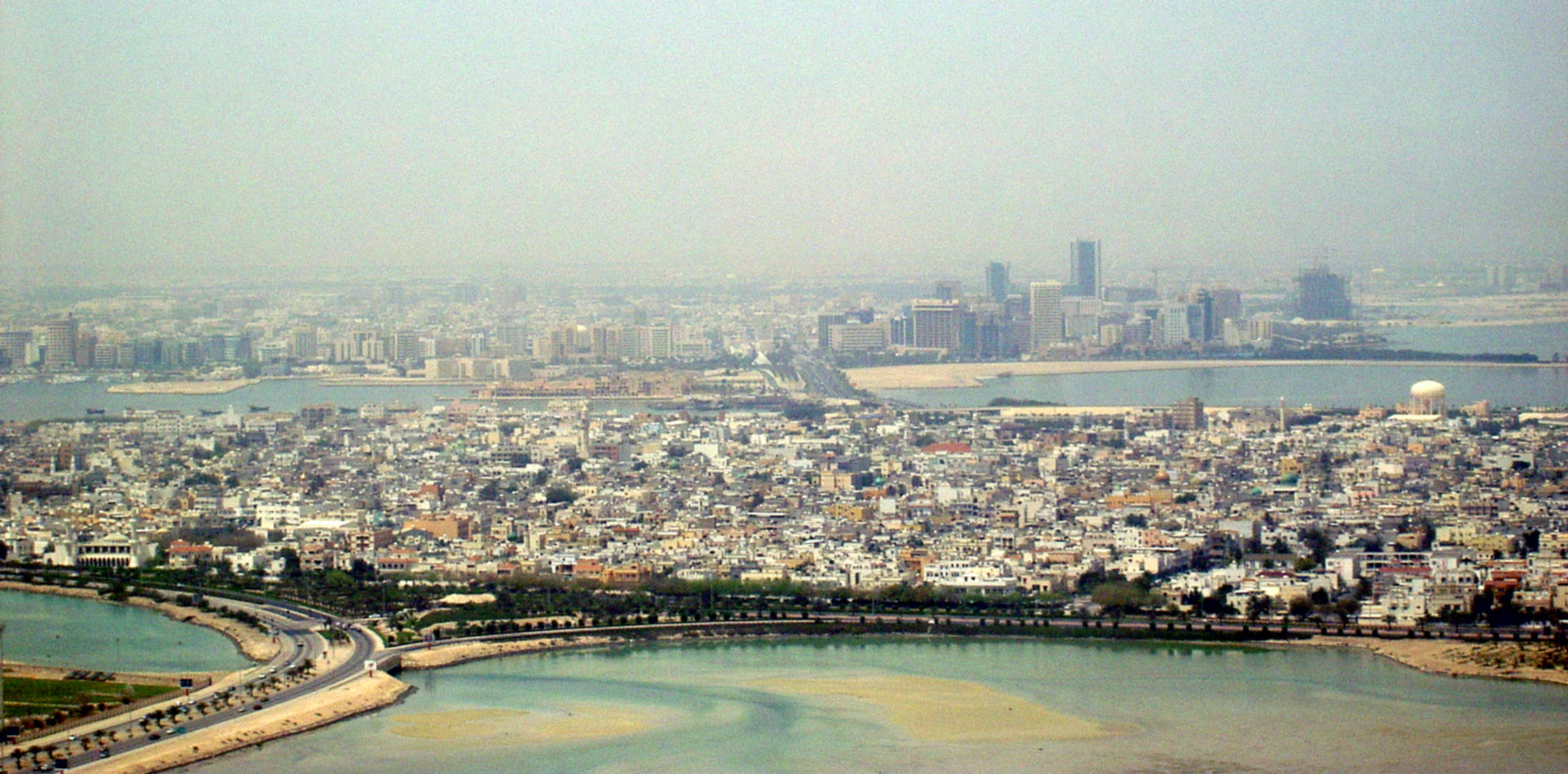
Manama (im Hintergrund, davor die Insel Muharraq), Januar 2006

Manama ([maˈnaːma], arabisch المنامة, al-Manāma) ist die Hauptstadt des Königreichs Bahrain. In Manama lebten 2008 etwa 155.000 Menschen, rund 15 Prozent der gesamten Bevölkerung Bahrains. Damit ist Manama zugleich die größte Stadt des Inselstaates. Zusammen mit den nordöstlich direkt angrenzenden Städten Muharraq und al-Hidd und einigen kleineren Gemeinden ergibt sich ein Ballungsraum von knapp 300.000 Einwohnern.

## Geografie
Manama liegt im Norden der Insel Bahrain, unmittelbar am Persischen Golf.

### Klima
|                       | Jan  | Feb  | Mär  | Apr  | Mai  | Jun  | Jul  | Aug  | Sep  | Okt  | Nov  | Dez  |   |      |
| Mittl. Tagesmax. (°C) | 20,0 | 21,2 | 24,7 | 29,2 | 34,1 | 36,4 | 37,9 | 38,0 | 36,5 | 33,1 | 27,8 | 22,3 | ⌀ | 30,1 |
| Mittl. Tagesmin. (°C) | 14,1 | 14,9 | 17,8 | 21,5 | 26,0 | 28,8 | 30,4 | 30,5 | 28,6 | 25,5 | 21,2 | 16,2 | ⌀ | 23   |
|                       |      |      |      |      |      |      |      |      |      |      |      |      |   |      |
| Niederschlag (mm)     | 14,6 | 16,0 | 13,9 | 10,0 | 1,1  | 0,0  | 0,0  | 0,0  | 0,0  | 0,5  | 3,8  | 10,9 | Σ | 70,8 |
|                       |      |      |      |      |      |      |      |      |      |      |      |      |   |      |
| Regentage (d)         | 2,0  | 1,9  | 1,9  | 1,4  | 0,2  | 0,0  | 0,0  | 0,0  | 0,0  | 0,1  | 0,7  | 1,7  | Σ | 9,9  |

| 14,1 |

| 14,9 |

| 17,8 |

| 21,5 |

| 26,0 |

| 28,8 |

| 30,4 |

| 30,5 |

| 28,6 |

| 25,5 |

| 21,2 |

| 16,2 |

| 14,1 |

| 14,9 |

| 17,8 |

| 21,5 |

| 26,0 |

| 28,8 |

| 30,4 |

| 30,5 |

| 28,6 |

| 25,5 |

| 21,2 |

| 16,2 |

## Geschichte
Manama wurde in islamischen Chroniken erstmals 1345 erwähnt. 1521 nahmen portugiesische Seefahrer den Ort ein und ab 1602 wurde er von Persern beherrscht. Seit 1783 herrscht mit kurzen Unterbrechungen die arabische Al-Chalifa-Dynastie.
Im Jahre 1947 kam es zu schweren religiösen Pogromen gegen die jüdische Minderheit in der Stadt. Im heutigen Bahrain sind Angehörige der verschiedenen Religionen willkommen. In der Sasa’ah Avenue, in einem Geschäftsviertel von Manama, ist die einzige Synagoge der Region erhalten.
Manama wurde 1958 zum Freihafen erklärt und 1971 zur Hauptstadt des unabhängigen Bahrain.
1987 eröffnete die Ahmed-al-Fatih-Moschee im Stadtteil Juffair als größte Moschee des Landes; sie bietet Platz für 7000 Gläubige.
Bevölkerungsentwicklung der Agglomeration
| Jahr | Einwohnerzahl |
| ---- | ------------- |
| 1950 | 40.000        |
| 1960 | 65.000        |
| 1970 | 88.000        |
| 1980 | 113.000       |
| 1990 | 126.000       |
| 2000 | 142.000       |
| 2010 | 292.000       |
| 2017 | 520.000       |

## Wirtschaft
Die wirtschaftliche Basis der Stadt wird von den Banken dominiert. Über 400 Institute sind im Distrikt Manama eingetragen. Immer weitere Hochhäuser und Bürokomplexe werden für Bankenniederlassungen und Finanzdienstleister gebaut, wie der Bahrain Financial Harbour oder das Bahrain World Trade Center. Auch die Bahrain Bourse als Wertpapierbörse des Landes befindet sich hier. Außerdem existiert eine aufstrebende Textilindustrie, die auf importierte Rohmaterialien zurückgreift.

## Tourismus
Aufstrebend ist auch der Tourismus mit sieben Millionen Besuchern – überwiegend Kurzurlauber aus dem arabischen Raum – und somit ein wichtiger Wirtschaftsfaktor.
In den letzten Jahren entstanden viele neue Hotels und Ferienresorts, vor allem aber die beliebten vollklimatisierten Malls (Al Ali, Seef, Bahrain, Marina) im Gebiet und in der Umgebung von Manama. Die größte ist das Marken-Outlet „City Centre Bahrain“, es wurde im September 2008 eröffnet.
Manama zeichnet sich durch seine vitale und typisch arabische Altstadt und ein relativ lebendiges Nachtleben aus, der intakte Suq ist noch nicht touristisch überlaufen.
Manama war Hauptstadt der Arabischen Kultur 2012 und bot ein umfangreiches Programm, das in die Kultur und die Tradition des Landes und der Golf-Region einführt.

## Bildung
1986 wurde in Manama die Universität Bahrain gegründet. Daneben gibt es einige Filialen ausländischer Universitäten in der Hauptstadt.

## Verkehr

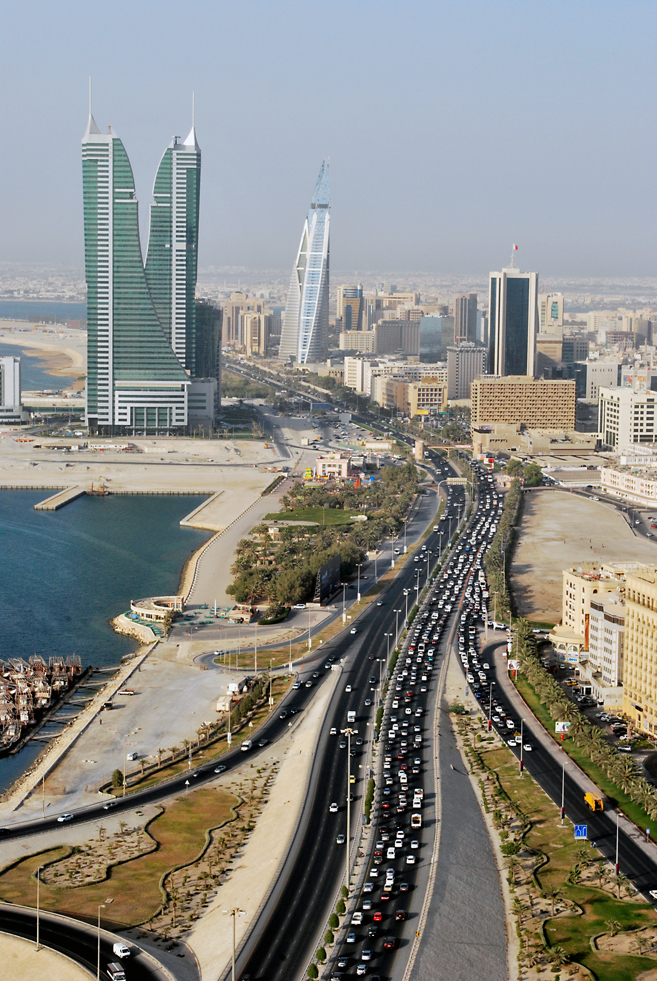
Die König-Faisal-Autobahn entlang der Nordküste, Juni 2008

Im Norden von Manama befindet sich auf der Insel al-Muharraq der Internationale Flughafen Bahrain.
In der Stadt al-Hidd an der Ostküste wurde der künstliche Hafen „Hidd Port“ (offiziell „Khalifa bin Salman Port in Hidd“) weit ins Meer hinaus gebaut, er ging im März 2009 in Betrieb. Mit seiner Jahreskapazität von 1,1 Millionen TEU dient er vor allem dem Containerumschlag. Auf einem aufgeschütteten Areal von 90 Hektar bietet er rund fünf Kilometer Kailänge plus weitere 45 Hektar modernster Logistikzone. Die neue Anlage zählt damit zu den leistungsfähigsten Frachtterminals am Persischen Golf.
Der öffentliche Nahverkehr wird noch überwiegend von Taxis getragen, der Busverkehr besteht aus nur wenigen privaten Linien, die sich selten an den Fahrplan halten. Dies ist eine Folge der großen Pkw-Dichte, Omnibusse werden daher fast nur von ärmeren Migranten nachgefragt. Planungen für einen echten ÖPNV gibt es, die Realisierung ist jedoch noch nicht beschlossen. Weit verbreitet bei Besuchern und Touristen ist der Mietwagen direkt ab Flughafen.
Im Finanzdistrikt befindet sich der Perlenplatz, der im Zuge der Proteste in Bahrain 2011 von Demonstranten besetzt wurde.

## Verschiedenes
Das Hauptquartier der 5. Flotte der United States Navy befindet sich in Manama.
Die 260 Meter hohen Dual Towers wurden 2007 fertiggestellt.

## Persönlichkeiten
- Mohamed al-Romaihi (* 1990), Fußballspieler
- Mahdi Abduljabbar (* 1991), Fußballspieler
- Mahdi al-Humaidan (* 1993), Fußballspieler